# Eduard Kasimirowitsch Tisse

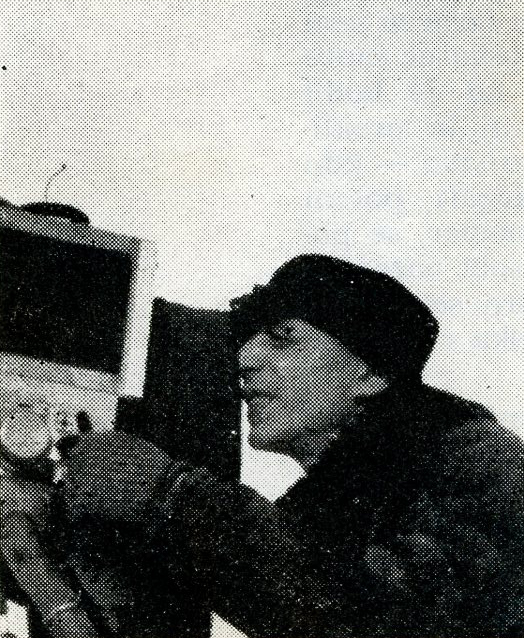
Eduard Kasimirowitsch Tisse (1940er Jahre)

Eduard Kasimirowitsch Tisse (russisch Эдуард Казимирович Тиссэ, lettisch Eduards Tisē; * 1. Apriljul. / 13. April 1897greg. in Libau; † 18. November 1961 in Moskau) war ein russischer beziehungsweise später sowjetischer, Kameramann und Filmregisseur lettischer Herkunft. Er wurde vor allem für seine Zusammenarbeit mit dem Regisseur Sergei Eisenstein bekannt.

## Leben
Im Jahre 1913 verließ Tisse die Marinehochschule, um ein Studium der Fotografie und des Malens in Stockholm im Atelier Professor E. Graenzingers aufzunehmen. 1914 beendete er dieses Studium und begann als Kameramann zu arbeiten. In den Jahren 1916 bis 1918 war er als Kameramann an den Fronten des Ersten Weltkriegs tätig, wobei er bei einem Giftgaseinsatz verwundet wurde. Während der Jahre der russischen Revolution und des Bürgerkriegs, von 1918 bis 1921, drehte er als Kameramann für die Wochenschau und inszenierte so rund 200 Filmreportagen, bei denen er auch den Schnitt ausführte.
Im Jahre 1918 war er an seinem ersten Spielfilm als Kameramann beteiligt, Signal von Alexander Arkatow.
1921 wurde Tisse Professor an der Staatlichen Filmhochschule in Moskau und er unterrichtete das Fach Kamera. Zwei Jahre später wurde er ausgewählt, für Sergei Eisenstein an dessen Film Streik als Kameramann mitzuwirken. Der Film wurde 1925 fertiggestellt. Im gleichen Jahr entstand Panzerkreuzer Potemkin, bei dem Tisse wieder für die Kameraarbeit zuständig war. Zudem war er an Alexei Granowskis Film Jüdisches Glück beteiligt.
1927 drehte er mit Eisenstein den Revolutionsfilm Oktober. Von 1926 bis 1928 arbeiteten beide an dem Film Die Generallinie sowie in Deutschland an Giftgas. 1930 trat Tisse erstmals als Regisseur in Erscheinung und inszenierte den Schweizer Film Frauennot – Frauenglück.
In den folgenden Jahren reisten er und Eisenstein bis 1933 durch Westeuropa, die Vereinigten Staaten sowie Mexiko. Gemeinsam wollten sie die Tontechnik in den verschiedenen Ländern studieren. Zudem drehten sie in Mexiko den Film Que viva Mexico!, der jedoch unvollendet blieb.
Tisse drehte noch drei weitere Filme als Regisseur, u. a. den Film Begegnung an der Elbe von 1949. Als Kameramann war er weiterhin für Eisenstein tätig und wirkte in den 1940er und 1950er Jahren an dessen Werken Iwan der Schreckliche I und Iwan der Schreckliche II mit. Bereits 1938 war der gemeinsame Historienfilm Alexander Newski entstanden.
1946 wurde er für seine Leistungen an dem Film Iwan der Schreckliche I auf dem Internationalen Filmfestival von Locarno in der Kategorie Kameraarbeit ausgezeichnet.